# Dendrilla camera
Dendrilla camera är en svampdjursart som först beskrevs av de Laubenfels 1936.  Dendrilla camera ingår i släktet Dendrilla och familjen Darwinellidae.
Artens utbredningsområde är Florida. Inga underarter finns listade i Catalogue of Life.